# Pankracije Barać
Pankracije Barać (Pula, 4. studenog 1981.) hrvatski je profesionalni košarkaš. Igra na poziciji niskog krila, a trenutačno je član BK Kijeva.

## Karijera

### Počeci
Barać je karijeru započeo u rodnom Pazinu, gdje uspješno nastupa za mlađe kategorije tadašnje Istraplastike, danas Ghie Staff. Nakon završetka srednje škole, u Zagrebu upisuje studij elektrotehnike na FER-u, a košarkašku karijeru nastavlja u KK Zrinjevac, čije juniore 2000. predvodi do finala Prvenstva hrvatske za juniore.

### KK Hiron
Uoči početka sezone 2000./01., Barać postaje članom KK Hiron, u čijim će redovima provesti tri godine, a posljednje je sezone (2003./04.) klub iz Botinca predvodio i u izlasku na europsku scenu (FIBA-in europski kup).

### KK Zadar
Baraćeve odlične igre (16,5 koševa, 2,3 skoka i 3,5 asistencije uz 62% šuta iz igre) nisu prošle nezapaženo, tako da ga 2004. Giuseppe Giergia dovodi u KK Zadar. U četiri zadarske sezone dva puta se okitio naslovom prvaka Hrvatske (2004./05., 2007./08.) te tri puta podigao trofej namijenjen osvajaču Kupa Krešimira Ćosića (2005., 2006., 2007.). U posljednjoj sezoni za 18 minuta na parketu postizao je 7.7 poena u prosjeku uz 1.9 skoka i 1.7 asistencije. Najbolju utakmicu sezone, a vjerojatno i karijere, odigrao je u NLB ligi protiv FMP-a, u kojoj je postigao 39 poena, uključujući i tricu u posljednjoj sekundi kojom je odveo utakmicu u produžetak.

### Charleroi
U ljeto 2007. zajedno s Jurom Lalićem, bivšim suigračem iz Zadra, napušta klub i potpisuje dvogodišnji ugovor za belgijski Charleroi, koji je tada vodio hrvatski trener Dražen Anzulović. Ondje je u samo godinu dana osvojio čak tri trofeja (belgijsko prvenstvo, kup i superkup). U finalu belgijske lige protiv Dexie za 20 minuta imao je šest poena (dvica 1/3, trica 1/2) te po jedan skok, osvojenu i izgubljenu loptu. Nakon završetka sezone 2008./09. pokušao je dogovoriti nastavak suradnje, ali zbog ekonomske krize kluba na obostrano zadovoljstvo došlo je do sporazumnog raskida ugovora.

### KK Zagreb
Na novi angažman nije morao dugo čekati, jer već u rujnu dogovara jednogodišnju suradnju s hrvatskim klubom Zagreb Croatia osiguranje. S klubom iz Trnskog osvaja svoj četvrti Kup Krešimira Ćosića, no u polufinalu Prvenstva hrvatska jača je Cibona.

### KK Cibona
A upravo će Cibona biti njegov idući klub, gdje stiže u veljači 2011. Turbulentnu sezonu Cibona završava na razočaravajućem 12. mjestu u NLB ligi, dok u polufinalu Prvenstva hrvatske pobjedu nakon tri odigrane utakmice odnosi Cedevita. U četiri odigrane utakmice u NLB ligi Barać prosječno upisuje 3,8 koševa, 1,5 skokova i 0,3 asistencija, a usprkos nešto boljem učinku u domaćem prvenstvu (6,5 koševa, 2,1 skokova i 1,7 asistencija), klub iz Savske i Pazinjanin na kraju sezone ne produžuju suradnju.

### BK Kijev
Barać je sezonu 2011./12. započeo u zadarskom drugoligašu Jazine, no nakon samo dvije odigrane utakmice (24,5 koševa) pojačao je redove ukrajinskog prvoligaša BK Kijeva.

## Vanjske poveznice
- Profil na NLB.com
- Profil na Basketball Doudiz.com